# De Grachtwacht
De Grachtwacht is een burgerinitiatief in de Nederlandse stad Leiden dat streeft naar het schoon houden van de gracht en mensen bewust wil maken van de stadsnatuur in en om de grachten.

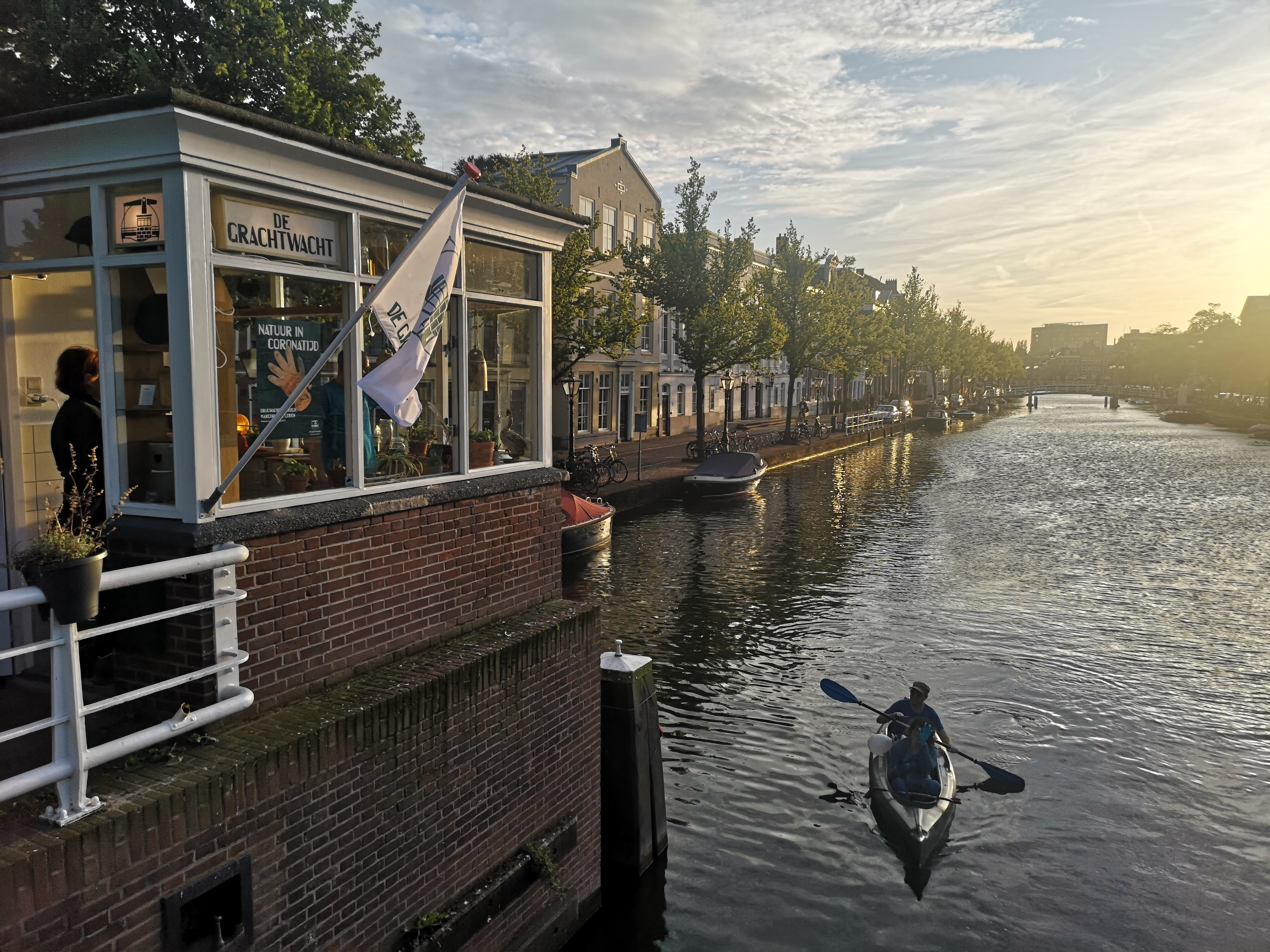
Brugwachtershuisje Marebrug Leiden, thuisbasis van De Grachtwacht

## Activiteiten

### Cleanups
Met de Plastic Spotter vrijwilligers wordt vanuit kano's zwerfvuil uit de grachten gehaald. Wekelijks op zondagen varen zij met hun kanovloot vanuit de uitvalsbasis nabij de Marebrug een rondje door het water in de Leidse binnenstad. 

### Onderzoek
Aan het verzamelde afval doen zij wetenschappelijk onderzoek naar de oorzaak en de gevolgen van plastic-vervuiling. Hiervoor werken zij samen met onder meer Universiteit Leiden, Naturalis, Wageningen University, gemeente Leiden, dierenambulances en opvangcentra voor wilde dieren. Een voorbeeld is het in kaart brengen van het terras-afval afkomstig van de Leidse horeca, dat als streven heeft om de horeca te doen overstappen op een plastic-vrij terras.

## Overige initiatieven
Het burgerinitiatief omvat ook het terugdringen van het afval achtergelaten door de marktkramen langs de Nieuwe Rijn.
Eerder voerden initiatiefnemers Liselotte Rambonnet en Auke-Florian Hiemstra al succesvol actie tegen het gebruik van plastic wegwerpbekers bij grote evenementen in Leiden. Mede dankzij hun acties is Leiden in 2019 overgestapt op statiegeldbekers. Hierover maakte filmmaker Alexander Schippers een documentaire die in première ging tijdens het Leiden International Film Festival in 2020. Deze documentaire is nu te zien op YouTube.

## Expositie
De opmerkelijkste vondsten van de clean-ups worden in de ramen van het brugwachtershuisje op de Marebrug tentoongesteld bij de 'Vondst van de week'. Deze wisselende exposities zijn, van buiten, 24 uur per dag te zien. De expositie "Natuur in Coronatijd"  haalde het wereldnieuws. In deze expo zie je een vis gevangen in een corona-handschoentje en ook het eerste van de vele duizenden mondkapjes die in coronatijd uit de gracht gevist werden. Halverwege 2022 zal er een nieuwe expositie worden geopend. 